# Alfred Gusenbauer
Dr. Alfred Gusenbauer (Sankt Pölten, Baixa Àustria 1960), polític, fou el líder del SPÖ (Partit Socialdemòcrata d'Àustria), des del 2000 fins al 2008. Fou el Canceller d'Àustria, des de l'11 de gener de 2007 fins al 2 de desembre de 2008, després de la victòria del SPÖ en les eleccions de l'1 d'octubre de 2006.

## Infància i estudis
Va néixer el 8 de febrer de 1960 a Sankt Pölten, a la regió de la Baixa Àustria, una regió situada a l'est d'Àustria.
Va anar a l'escola a Wieselburg, més tard va estudiar ciències polítiques, filosofia i jurisprudència, a la Universitat de Viena, on va doctorar-se en ciències polítiques.

## Política
El 2000 va ser nomenat President de l'SPÖ, succeint a Viktor Klima.

## Canceller d'Àustria
En les eleccions legislatives austríaques de 2006 de l'1 d'octubre, Gusenbauer va guanyar, però va tenir una insuficient majoria per governar en solitari. Després de molts acords, en va arribar a una amb el Partit Popular d'Àustria (ÖVP), d'aquesta manera Gusenbauer va ser nomenat Canceller d'Àustria l'11 de gener de 2007, amb 7 ministres de l'SPÖ i 7 de l'ÖVP. El 16 de juny de 2008 Gusenbauer dimití com a líder de l'SPÖ i hi col·locà a l'aleshores Ministre d'Infraestructures Werner Faymann. El 7 de juliol de 2008 l'ÖVP va anunciar que sortia de la coalició per falta de consens polític deixant el govern en minoria, això l'obligà a convocar eleccions anticipades per al 28 de setembre del mateix any. Alfred Gusenbauer no es va presentar a la reelecció com a canceller i el seu lloc va ser ocupat pel president del partit, Werner Faymann.